# Аннаван (Іллінойс)
Аннаван (англ. Annawan) — місто (англ. town) в США, в окрузі Генрі штату Іллінойс. Населення — 884 особи (2020).

## Географія
Аннаван розташований за координатами 41°23′41″ пн. ш. 89°53′17″ зх. д. / 41.39472° пн. ш. 89.88806° зх. д. (41.394797, -89.888000).  За даними Бюро перепису населення США в 2010 році місто мало площу 5,12 км², уся площа — суходіл.

## Демографія
Згідно з переписом 2010 року, у місті мешкало 878 осіб у 380 домогосподарствах у складі 239 родин. Густота населення становила 172 особи/км².  Було 409 помешкань (80/км²).
Расовий склад населення:
| - 97,2 % — білих - 1,4 % — азіатів - 0,6 % — чорних або афроамериканців |

До двох чи більше рас належало 0,2 %. Частка іспаномовних становила 1,6 % від усіх жителів.
За віковим діапазоном населення розподілялося таким чином: 24,4 % — особи молодші 18 років, 54,4 % — особи у віці 18—64 років, 21,2 % — особи у віці 65 років та старші. Медіана віку мешканця становила 42,6 року. На 100 осіб жіночої статі у місті припадало 94,2 чоловіків;  на 100 жінок у віці від 18 років та старших — 91,4 чоловіків також старших 18 років.
Середній дохід на одне домашнє господарство  становив 62 926 доларів США (медіана — 46 458), а середній дохід на одну сім'ю — 78 557 доларів (медіана — 57 031). Медіана доходів становила 62 813 долари для чоловіків та 37 031 долар для жінок. За межею бідності перебувало 9,4 % осіб, у тому числі 9,3 % дітей у віці до 18 років та 8,6 % осіб у віці 65 років та старших.
Цивільне працевлаштоване населення становило 416 осіб. Основні галузі зайнятості: роздрібна торгівля — 18,5 %, освіта, охорона здоров'я та соціальна допомога — 18,5 %, виробництво — 15,4 %.